# Sunday Night Productions
A Sunday Night Productions é uma produtora americana de cinema e televisão fundada por John Krasinski e Allyson Seeger em 2013. É conhecida por produzir as séries de televisão Lip Sync Battle, Dream Corp LLC e Jack Ryan, o programa de notícias do YouTube, Some Good News e os longas-metragens The Hollars, Um Lugar Silencioso (2018) e Um Lugar Silencioso - Parte II (2021).

## História
Em 2013, John Krasinski e Allyson Seeger formaram a Sunday Night Productions com o dinheiro de Krasinski de The Office. Em maio de 2014, Krasinski e Seeger produziram seu primeiro filme como diretor, The Hollars, que foi adquirido pela Sony Pictures Classics. Em setembro de 2014, foi anunciado que Krasinski produziria a comédia de Shawn Wines sobre um estudante de direito que virou coletor de lixo, bem como um híbrido de local de trabalho/família de Josh Siegal e Dylan Morgan através da Sunday Night para a NBC, mas não houve mais desenvolvimentos para ambos os shows. Em novembro de 2015, foi anunciado que Krasinski e Seeger iriam coproduzir Dream Corp LLC.com Stephen Merchant para o Adult Swim. Em setembro de 2016, foi anunciado que Krasinski e Seeger iriam produzir a adaptação de Alex Carter do livro e blog My Bad Parent para a Fox, mas não houve mais desenvolvimentos desde então. Em março de 2017, foi anunciado que Krasinski e Seeger iriam coproduzir o filme Um Lugar Silencioso com Platinum Dunes para a Paramount Pictures, com Krasinski também coescrevendo e dirigindo.

### Projetos anteriormente e atualmente em desenvolvimento
Em 2013, Krasinski vendeu o roteiro de um filme de ação e aventura que ele escreveu com Oren Uziel para a Warner Bros. Em abril de 2018, foi anunciado que Krasinski e a Platinum Dunes produziriam o thriller de ficção científica Life on Mars, baseado em um conto de Cecil Castellucci para a Paramount. Em maio de 2018, a Sunday Night anunciou a minissérie The Hotel on Sunset, produzida por Krasinski e Aaron Sorkin, para a HBO. Em julho de 2018, a Sunday Night anunciou uma cinebiografia de Marc Rich com Matt Damon em negociações para interpretar Rich. Em 22 de março de 2019, a Sunday Night anunciou uma adaptação cinematográfica do livro de memórias de Rebecca Alexander, Not Fade Away, para a Annapurna Pictures, juntamente com David O. Russell, com Emily Blunt em negociações para interpretar Alexander. Em novembro de 2020, Krasinski anunciou um filme spin-off de Um Lugar Silencioso intitulado A Quiet Place: Day One, que Jeff Nichols escreveria e dirigiria, mas foi substituído por Michael Sarnoski.   Em março de 2021, Krasinski e a Platinum Dunes anunciaram o thriller psicológico de Natalie Erika James, Apartment 7A, para a Paramount Players. Mais recentemente, a empresa assinou um acordo com a Paramount.

## Filmografia

### Filmes
| Ano  | Título do filme                   | Diretor        | Orçamento       | Bruto (mundial)   | Notas  |
| ---- | --------------------------------- | -------------- | --------------- | ----------------- | ------ |
| 2009 | Brief Interviews with Hideous Men | John Krasinski | N/D             | $ 33,745          |        |
| 2012 | Terra Prometida                   | Gus Van Sant   | US$ 15 milhões  | US$ 12,3 milhões  | [ 18 ] |
| 2016 | The Hollars                       | John Krasinski | US$ 3,8 milhões | US$ 1,1 milhão    | [ 19 ] |
| 2018 | Um Lugar Silencioso               | John Krasinski | US$ 17 milhões  | US$ 350,3 milhões | [ 20 ] |
| 2021 | Um Lugar Silencioso - Parte II    | John Krasinski | US$ 55 milhões  | US$ 297,4 milhões | [ 21 ] |

### Em produção
- A Quiet Place: Day One (com a Paramount Pictures)[13] [15]
- IF (com a Paramount Pictures)[22]
- The King of Oil (com a Universal Pictures)[11]
- Not Fade Away (com a Annapurna Pictures)[12]
- Life on Mars (com a Paramount Pictures)[9]
- Filme de ação e aventura sem título (com a Warner Bros. Pictures)[8]
- Apartment 7A (com a Paramount Players)[16]
- A Quiet Place Part III (com a Paramount Pictures)[23]

### Televisão
| Ano           | Título          | Rede               | Notas |
| ------------- | --------------- | ------------------ | --- |
| 2015–2019     | Lip Sync Battle | Paramount Network  | com Eight Million Plus Productions, Matador Content, Four Eyes Entertainment e Casey Patterson Entertainment |
| 2016–presente | Dream Corp LLC  | Adult Swim         | com Caviar Content (1ª temporada), Alive and Kicking, Inc. (2ª temporada) e Williams Street                  |
| 2017–presente | Jack Ryan       | Amazon Prime Video | com Amazon Studios, Paramount Television Studios, Platinum Dunes e Skydance Television                       |
| 2020          | Some Good News  | YouTube            | [ 24 ] |

### Anteriormente em desenvolvimento

#### Televisão
The Hotel on Sunset (com a Warner Bros. Television)

## Prêmios

### Prêmios Critics' Choice Movie
| Ano  | Categoria                                | Trabalho indicado | Resultado | Ref.   |
| ---- | ---------------------------------------- | ----------------- | --------- | ------ |
| 2019 | Melhor Filme de Ficção Científica/Terror | A Quiet Place     | Ganhou    |        |
| 2019 | Melhor Série Estruturada                 | Lip Sync Battle   | Indicado  | [ 25 ] |

### Prêmios Emmy
| Ano  | Categoria                                | Trabalho indicado | Resultado | Ref.   |
| ---- | ---------------------------------------- | ----------------- | --------- | ------ |
| 2018 | Melhor Programa de Realidade Estruturada | Lip Sync Battle   | Indicado  | [ 26 ] |
| 2017 | Melhor Programa de Realidade Estruturada | Lip Sync Battle   | Indicado  |        |
| 2016 | Melhor Programa de Realidade Estruturada | Lip Sync Battle   | Indicado  |        |

### Prêmios do Producers Guild of America
| Ano  | Categoria                               | Trabalho indicado | Resultado | Ref. |
| ---- | --------------------------------------- | ----------------- | --------- | ---- |
| 2018 | Melhor Produtor de Televisão Competição | Lip Sync Battle   | Indicado  |      |
| 2017 | Melhor Produtor de Televisão Competição | Lip Sync Battle   | Indicado  |      |

### Prêmio Webby
| Ano  | Categoria                             | Trabalho indicado             | Resultado | Ref.   |
| ---- | ------------------------------------- | ----------------------------- | --------- | ------ |
| 2020 | Prêmio Webby para Realização Especial | Some Good News                | Ganhou    | [ 27 ] |
| 2019 | Prêmio Webby para Vídeo - Trailer     | Dream Corp LLC Dream Sequence | Indicado  | [ 28 ] |